# 서백일
서백일(徐白日, 1888년 ~ 1966년)은 사이비 종교인 용화교의 창시자이다. 본명은 서한춘(徐漢春)이며, 호는 진공(眞空), 현무(玄武)이다. 1947년에 전북 김제시 모악산에 용화사라는 절을 지어 본부로 삼았다. 금품갈취, 횡령, 여신도 성폭행 등을 자행했음이 1962년에 드러나 사회적으로 큰 파장을 불러일으켰다.
스님 흉내를 냈으나 신앙대상인 교조는 증산 강일순이었다. 일각에서는 교주 서백일을 두고 백백교 잔당이었을 것으로 추측한다. 용화교 역시 광복 즈음 정세가 혼란한 틈을 타 교세가 확산했다. 여자들을 출가시켜 여수좌라고 불렀다. 여수좌는 500여 명에 달했는데 사실상 서백일의 첩이었다. 서백일은 교리를 빙자해 여수좌들을 간음하고 금품을 갈취하는 등 사이비 종교 사기 행각을 벌였다.
1966년 3월 27일, 신도였던 소윤하가 찌른 칼에 사망했다.

## 같이 보기
- 백백교

- 한국의 신흥종교
- 신흥 종교
- 사이비 종교
- 신흥 종교 목록